# Eriosoma kashmiricum
Eriosoma kashmiricum är en insektsart. Eriosoma kashmiricum ingår i släktet Eriosoma och familjen långrörsbladlöss. Inga underarter finns listade i Catalogue of Life.